# Fabio Toninelli
Fabio Lucio Toninelli (né en 1975) est un mathématicien italien qui travaille en théorie des probabilités, processus stochastiques et sur les aspects probabilistes de la physique mathématique.

## Formation et carrière
- 1999 : diplôme en physique  Université de Rome « La Sapienza »
- 2002 : doctorat en physique à l'École normale supérieure de Pise
- 2003 : postdoc à l'Université technique d'Eindhoven
- 2004 : postdoc à l'Institut de mathématiques Université de Zurich,
- 2004-2009 : chargé de recherche CNRS au département de physique ENS Lyon
- 2009-2011 : visiting researcher au département de mathématiques à l'Université de Rome III
- 2012-20: directeur de recherche CNRS au département de mathématiques de l'Université Lyon 1
- depuis 2020 : professeur titulaire à Université technique de Vienne

## Carrière
Sa thèse de doctorat est réalisée sous la direction de Francesco Guerra : Rigorous results for mean field spin glasses: thermodynamic limit and sum rules for the free energy
Son habilitation intitulée Polymères en milieu aléatoire: Localisation, Phénomènes critiques et Critère de Harris est présentée en 2010. 
Entre 2004 et 2020, Fabio Toninelli est chargé de recherche, puis directeur de recherche au Centre National de la Recherche Scientifique (CNRS) à Lyon. Depuis 2020, il est professeur de mathématiques à l'Université technique de Vienne.
Il est depuis 2021 co-rédacteur en chef (conjointement avec Bálint Tóth ) de la revue Probability Theory and Related Fields.

## Recherche
Il travaille à l'interface entre la théorie des probabilités et la physique mathématique (plus précisément, la mécanique statistique classique). Il s'intéresse à la fois à la physique statistique à l'équilibre et hors équilibre, et notamment sur les systèmes désordonnés, le mélange de chaînes de Markov, le groupe de renormalisation constructif, les phénomènes de croissance des interfaces, les modèles de dimères et les tuiles aléatoires. Ses contributions concernent la théorie des verres de spin à champ moyen, les polymères en environnements aléatoires et la dynamique des interfaces stochastiques.

## Distinctions
- 2024 : Conférencier plénier invité au 9e Congrès européen de mathématiques (Séville) ;
- 2018 : Conférencier invité au Congrès international des mathématiciens ICM-2018 (Rio de Janeiro)[4] ;
- 2018 : Conférencier plénier invité au Congrès international de physique mathématique ICMP-2018 (Montréal)[5] ;
- 2014 : Conférencier plénier invité à la Conférence sur les processus stochastiques et leurs applications SPA-2014 (Buenos Aires)[6]
- 2007 : Médaille de bronze du CNRS.